# Śniegu już nigdy nie będzie
Śniegu już nigdy nie będzie – polsko-niemiecko-holenderski dramat filmowy z 2020 roku w reżyserii Małgorzaty Szumowskiej i Michała Englerta.
Film miał swoją premierę w konkursie głównym na 76. MFF w Wenecji. Był także polskim kandydatem do Oscara w kategorii filmu międzynarodowego, lecz ostatecznie nie otrzymał nominacji. Film można było obejrzeć na przeglądzie New Polish Cinema organizowanym przez Instytut Kultury Polskiej w Nowym Jorku.

## Obsada
| Aktor                   | Rola                      | Uwagi                                        |
| ----------------------- | ------------------------- | -------------------------------------------- |
| Alec Utgoff             | Żenia                     |                                              |
| Maja Ostaszewska        | Maria                     |                                              |
| Agata Kulesza           | Ewa                       |                                              |
| Weronika Rosati         | Wika                      | dwie role                                    |
| Weronika Rosati         | matka Żeni                | dwie role                                    |
| Katarzyna Figura        | właścicielka buldogów     |                                              |
| Łukasz Simlat           | mąż Wiki                  |                                              |
| Krzysztof Czeczot       | mąż Marii                 |                                              |
| Maciej Drosio           | Jan, syn Ewy              |                                              |
| Andrzej Chyra           | żołnierz                  |                                              |
| Wojciech Starostecki    | mąż blondynki             |                                              |
| Jerzy Nasierowski       | urzędnik                  |                                              |
| Olaf Marchwicki         | kolega Jana               |                                              |
| Astrid Nanowska         | blondynka                 |                                              |
| Blanka Burzyńska        | córka Marii               |                                              |
| Lena Wochal             | starsza córka Marii       |                                              |
| Mirosław Haniszewski    | funkcjonariusz służb      |                                              |
| Huynh Thi Tam Hien      | Azjatka na rowerze        |                                              |
| Maria Seweryn           | dyrektorka                |                                              |
| Casper Richard Petersen | syn Wiki                  |                                              |
| Ewa Dałkowska           | matka Żeni w późnym wieku | rola dubbingowana przez Wiktorię Gorodeckają |
| Roman Gancarczyk        | portier                   |                                              |
| Ewa Kolasińska          | kobieta z psem            |                                              |

## Finansowanie i realizacja filmu
Film otrzymał dofinansowanie produkcji w wysokości 50 tys. euro z Polsko-Niemieckiego Funduszu Filmowego oraz dofinansowanie dystrybucji z Film- und Medienstiftung NRW. Kolejne fundusze pochodziły z Niemieckiego Funduszu Filmowego, Bayerischer Rundfunk/Arte, Medienboard Berlin-Brandenburg oraz Polskiego Instytutu Sztuki Filmowej. 
Zdjęcia do filmu odbywały się od początku grudnia 2019 do początku lutego 2020 roku przez 35 dni zdjęciowych w podwarszawskim Walendowie (osiedle Ventana) oraz w studio w niemieckiej Kolonii. Oprócz pracy nad scenariuszem Englert pełnił także funkcję operatora.